# St. Olle Communal Cemetery
St. Olle Communal Cemetery is een Britse militaire begraafplaats gelegen in de Franse plaats Sainte-Olle (Noorderdepartement). De begraafplaats wordt onderhouden door de Commonwealth War Graves Commission.
De begraafplaats telt 4 geïdentificeerde Gemenebest graven uit de Eerste Wereldoorlog.